# اشلایسهایم
اشلایسهایم (به آلمانی: Schleißheim) یک منطقهٔ مسکونی در اتریش است که در ناحیه ولس لند واقع شده‌است. اشلایسهایم ۷٫۵۵ کیلومتر مربع مساحت دارد ۳۱۷ متر بالاتر از سطح دریا واقع شده‌است.